# Tarik Black
Tarik Bernard Black (ur. 22 listopada 1991 w Memphis) – amerykański koszykarz występujący na pozycji silnego skrzydłowego lub środkowego.
17 lipca 2017 podpisał kolejną w karierze umowę z Houston Rockets. 17 sierpnia 2018 został zawodnikiem Maccabi Tel Awiw. 23 maja 2020 za porozumieniem stron rozwiązał kontrakt z Maccabi Fox Tel-Aviv

## Osiągnięcia
Stan na 27 maja 2020, na podstawie, o ile nie zaznaczono inaczej.
NCAA
- Uczestnik turnieju NCAA (2011–2014)
- Mistrz:
  - turnieju konferencji USA (C-USA – 2011, 2012, 2013)
  - sezonu zasadniczego:
    - C-USA (2012, 2013)
    - Big 12 (2014)
- Zaliczony do:
  - I składu:
    - defensywnego C-USA (2012)
    - turnieju C-USA (2012)
    - najlepszych zawodników pierwszorocznych C-USA (2011)

  - II składu All-C-USA (2012)

Drużynowe
- Mistrz Izraela (2019)
- Finalista Superpucharu Izraela (2019)

Indywidualne
- Zaliczony do II składu ligi izraelskiej (2019)
- Uczestnik meczu gwiazd ligi izraelskiej (2019)